# Prince of Wales-Hyder Census Area

Områdets läge i Alaska.

Prince of Wales-Hyder Census Area är ett folkräkningsområde i den amerikanska delstaten Alaska. Dess största ort är Craig. Området hette Prince of Wales-Outer Ketchikan Census Area fram till den 19 maj 2008, då man bytte namn till Prince of Wales-Hyder Census Area. Man överförde samtidigt delar av området till Ketchikan Gateway Borough. Området hade 1 april 2020 5 753 invånare. Efter omorganisationen uppgick ytan till 13 643 km².
Prince of Wales-Hyder Census Area gränsar i norr till Petersburg Census Area och i öst och väst till Ketchikan Gateway Borough. Området gränsar i öst även till British Columbia.

## Städer och byar
- Coffman Cove
- Craig
- Edna Bay
- Hollis
- Hydaburg
- Hyder
- Kasaan
- Klawock
- Metlakatla
- Meyers Chuck
- Naukati Bay
- Point Baker
- Port Protection
- Thorne Bay
- Whale Pass